# János durazzói herceg
Anjou János (ismert még mint Durazzói János, olaszul: Giovanni di Durazzo, franciául: Jean de Durazzo; Nápoly, Nápolyi Királyság, 1294 – Nápoly, Nápolyi Királyság, 1336. április 5.), a Capeting–Anjou-házból származó nápolyi királyi herceg, II. Károly nápolyi király és Magyarországi Mária fia, aki Gravina grófja 1315-től és Durazzo hercege 1318-tól haláláig, valamint akháj fejedelem 1318 és 1332 között. A Capeting–Anjou-ház durazzói ágának megalapítója.

## Származása
János királyi herceg 1294-ben született a Capeting-ház Anjou–Szicíliai-házának is nevezett oldalágába. Apja II. Sánta Károly nápolyi király, aki I. Károly szicíliai király és Provence-i Beatrix grófnő fia volt. Apai nagyapai dédszülei VIII. Oroszlán Lajos francia király és Kasztíliai Blanka királyné (VIII. Nemes Alfonz kasztíliai király leánya), míg apai nagyanyai dédszülei IV. Rajmund Berengár provence-i gróf és Savoyai Beatrix grófné (I. Tamás savoyai gróf leánya) voltak.
Édesanyja az Árpád-házból származó Mária magyar királyi hercegnő, aki V. István magyar király és Kun Erzsébet királyné leánya volt. Anyai nagyapai dédszülei IV. Béla magyar király és Laszkarisz Mária királyné (I. Theodórosz nikaiai császár leánya), míg anyai nagyapai dédszülője feltehetően Kötöny kun fejedelem volt.
János volt szülei tizennégy gyermeke közül a tizenharmadik, egyben a legfiatalabb fiú. Felnőttkort megért testvérei között olyan magas rangú személyek vannak mint Martell Károly, Calabria hercege egyben magyar trónkövetelő; Margit királyi hercegnő, Charles de Valois felesége; Toulouse-i Szent Lajos; I. Fülöp, Taranto hercege; Blanka királyi hercegnő, aki II. Jakab aragóniai király hitvese lett; Rajmund Berengár, Andria hercege; Eleonóra királyi hercegnő, II. Frigyes szicíliai király felesége; Mária királyi hercegnő, aki I. Sancho mallorcai király hitvese lett, valamint Péter, Eboli grófja és Beatrix királyi hercegnő aki VIII. Azzo d’Este majd III. Bertrand del Balzo hitvese lett.

## Házassága és gyermekei
János herceg kétszer házasodott. Első felesége Mathilde de Hainaut, aki Florent de Hainaut és I. Izabella akháj fejedelemnő leánya volt. Ez volt Mathilde második házassága, amire 1318 márciusában került sor. Mathilde erőszakkal került Nápolyba, miután I. Fülöp tarantói herceg (János testvére) erőszakkal elrabolta. Mivel Mathilde megtagadta a házassági szerződés szerint az Akháj Fejedelemség férjének adását, és mindemellett titkos házasságot kötött Hugh de La Palice lovaggal, ezért a házasságot megsemmisítették, őt magát pedig a Castel dell’Ovo vitték fogságba, ahol 1331-ben hunyt el.
Második felesége Agnès de Périgord, VII. Helie, Périgord grófjának és Brunissende de Foix leánya volt. Házasságukra 1321. november 14-én került sor. Kapcsolatukból összesen három fiúgyermek született, akik közül mind a hárman megérték a felnőttkort. Gyermekeik:
1. Károly herceg (1294–1336), apját követvén Gravina grófja és Durazzo hercege
2. Lajos herceg (1294–1336), testvérét követvén Gravina grófja
3. Róbert herceg (1326–1356), Cappacio, Muro és Montalbano ura

| Anjou János Capeting–Anjou-ház, durazzói ág Született: 1294 Elhunyt: 1336. április 5. |                             |                  |
|                                                                                       |                             |                  |
| Előző Róbert                                                                          | Durazzo hercege 1332 – 1336 | Következő Károly |
| Előző Péter                                                                           | Gravina grófja 1315 – 1336  | Következő Károly |
| Előző Mathilde                                                                        | Akháj fejedelem 1318 – 1332 | Következő Róbert |

## Fordítás
- Ez a szócikk részben vagy egészben  a   John, Duke of Durazzo című angol Wikipédia-szócikk fordításán alapul.  Az eredeti cikk szerkesztőit annak laptörténete sorolja fel. Ez a jelzés csupán a megfogalmazás eredetét és a szerzői jogokat jelzi, nem szolgál a cikkben szereplő információk forrásmegjelöléseként.